# Jan De Volder (televisiepresentator)
Jan De Volder (Bilzen, 2 augustus 1983) is een Belgisch journalist.
Hij werkte bij verschillende landelijke media als Clickx, Spelletjesgarnaal, Official PlayStation Magazine, Woestijnvis en JIMtv. Bij die laatste presenteerde hij tussen april 2001 en september 2002 als "Retro Jan" de rubriek Retro Games in het programma Gamepower, een programma van Frank Molnar.

Deze persoon heeft een naamgenoot die politiek redacteur is bij het Vlaams katholiek tijdschrift Tertio.